# Споменик Јанку Чмелику
Споменик Јанку Чмелику налази се у градском парку у Старој Пазови. Подигнут је 1948. године и дело је српског вајара и сликара Стевана Боднарова (1905 –1993) из Београда. Материјали од којих је израђен су бетон, мермер и бронза, а споменик је изливен у радионици Пластика у Београду. На постољу висине од 1,25 метара налази се бронзана фигура висине 2,35 метара. Предњи део споменика садржи текст на словачком и српском језику „Јанко Чмелик народни херој“, а између се налази звезда петокрака.
На основу одлуке Завода за заштиту споменика културе Сремска Митровица, споменик народном хероју Јанку Чмелику у Старој Пазови проглашен је за непокретно културно добро које се налази на списку знаменитих места у Србији.